# Tekken 7
Tekken 7 (鉄拳7) é um jogo eletrônico de luta desenvolvido e publicado pela Bandai Namco Entertainment. É o nono jogo da série de luta Tekken, sendo o primeiro a utilizar o motor de jogo Unreal Engine 4. Sendo lançado no dia 2 de Julho de 2016. Este marca os vinte anos de Tekken. Sendo lançado para Xbox One e PlayStation 4 e tento compatibilidade com o PlayStation VR.
O produtor Katsuhiro Harada disse que o jogo será mais sombrio do que nunca, com o tom perto de Tekken 4 e ele servirá como uma conclusão da saga Mishima. Ele vai providenciar as respostas entre o conflito de Heihachi Mishima, Kazuya Mishima, Jin Kazama e Akuma, incluindo as origens do gene Devil, e outros mistérios da história de Tekken. Um trailer lançado em julho de 2014 introduziu a volta da esposa de Heihachi, Kazumi, que foi morta por Heihachi anos antes de começar o torneio.
Em setembro de 2020, Katsuhiro Harada anunciou que Tekken 7 já tinha vendido seis milhões de unidades.

## Jogabilidade
Tekken 7 concentra-se em batalhas 1-em-1. Dois novos mecanismos são introduzidos no jogo. O primeiro, Rage Art, permite ao jogador executar ataques críticos que causam aproximadamente 30% de dano, dependendo do personagem, uma vez que sua barra de saúde é crítica, em troca de inativar o aumento normal de poder de ataque. O segundo, Power Crush, permite ao jogador continuar seus ataques, mesmo sendo atingindo pelo inimigo, embora eles ainda receberiam ao dano causado pelos ataques do inimigo. O mecanismo também funciona apenas para absorver ataques de alta ou média. O sistema vinculado, que chacoalha um personagem para aumentar a oportunidade de sucessos adicionais, é substituído por Screw Attack, que faz o inimigo girar lateralmente quando são atingidos no ar, permitindo que o jogador inflige hits adicionais depois que eles atingem o chão. Ao contrário do limite, no entanto, Screw Attack não pode ser usado para fazer combos de parede. Com um novo sistema de exibição, o multiplayer do jogo permite que os jogadores escolham de qual lado da tela jogar. Movimento passou por algumas mudanças e agora é semelhante à mecânica do movimento encontrado em Tekken Revolution, mais notavelmente quando os personagens andam para trás.
A versão árcade apresenta a tradicional fase de playthrough, em que o jogador progride batendo cinco adversários diferentes, um por um, terminando com um penúltimo e último estágio final. Os jogos podem ser interrompidos se outro jogador se juntar ao jogo. O Modo Online está disponível para jogos locais e internacionais. A personalização do personagem é apresentada, permitindo que o jogador modifique as aparências dos personagens. Pela primeira vez na série árcade, o jogo apresenta um modo de prática, que permite aos jogadores treinar movimentos contra um adversário por um período de tempo limitado, bem como uma opção para coletar recompensas no jogo, principalmente itens de personalização, através de "Treasure Box", ganhando suficientes partidas.
O Fated Retribution apresenta várias mudanças no jogo. O novo "Rage Drive" permite ao jogador capacitar certos ataques sacrificando seu Modo Rage. Rage Art também é ajustado para que a quantidade de dano infligido ao inimigo seja inversamente proporcional à barra de saúde atual do jogador. A atualização também adiciona uma característica específica de personagens, o EX / Super Medidor, que serve como um limitador para alguns ataques especiais. Este medidor é reservado para dois personagens: Eliza e o convidado do personagem de Street Fighter é o Akuma.

## Personagens
O jogo deve continuar com todas as personagens presentes em Tekken 6, além de alguns personagens novos: Lucky Chloe, Shaheen, Josie Rizal, Gigas e Kazumi Mishima.[carece de fontes?] A seguir, estão listadas as personagens já confirmadas por Katsuhiro Harada como jogáveis em Tekken 7:
| - Akuma (Street Fighter) - Alisa Bosconovitch - Anna Williams (DLC) - Armor King (DLC) - Asuka Kazama - Bob - Bryan Fury - Claudio Serafino - Craig Marduk (DLC) - Devil Jin - Eddy Gordo - Eliza (DLC) - Feng Wei - Ganryu (DLC) - Geese Howard (DLC) - Gigas - Heihachi Mishima | - Hwoarang - Jack-7 - Jin Kazama - Josie Rizal - Julia Chang (DLC) - Katarina Alves - Kazumi Mishima - Kazuya Mishima (Devil Kazuya) - King II - Kuma - Kunimitsu (DLC) - Lars Alexandersson | - Lee Chaolan/Violet - Lei Wulong (DLC) - Leo Kliesen - Leroy Smith (DLC) - Lidia Sobieska (DLC) - Lili Rochefort - Ling Xiaoyu - Lucky Chloe - Master Raven - Marshall Law - Miguel Caballero Rojo - Negan (The Walking Dead) (DLC) - Nina Williams - Noctis Lucis Caelum (DLC) - Panda - Paul Phoenix | - Shaheen - Sergei Dragunov - Steve Fox - Yoshimitsu - Zafina (DLC) |

Continuando a tendência do Tekken Tag Tournament 2, além de chinês, inglês, japonês e coreano, vários personagens agora falam com suas línguas nativas, incluindo os novos personagens mencionados acima; Assim, Leo, Lili Miguel e Eddy agora falam alemão, francês, espanhol e português respectivamente, pela primeira vezem uma sequela canônica enquanto os recém-chegados Claudio, Katarina e Shaheen falam com seus nativos italianos, portugueses e árabes respectivamente. Isso ainda não inclui certos personagens com diferentes nacionalidades. como Xiaoyu, Alisa e Lars continuam a falar japonês devido a seus antecedentes de caráter.

## Desenvolvimento
Em janeiro de 2014, o produtor Katsuhiro Harada expressou seu interesse pela continuação da série para PlayStation 4. Tekken 7 foi anunciado oficialmente por Harada em 13 de julho de 2014, durante a Evolution Championship Series. Originalmente, o jogo não foi planejado para ser anunciado durante o evento, mas devido ao vazamento de um vídeo de apresentação do jogo, Harada não teve escolha senão anunciá-lo. Parte do trailer em inglês e japonês foi lançado durante o anúncio, destacando Kazuya, Heihachi e uma figura feminina indefinida, que mais tarde foi revelada como Kazumi Mishima na San Diego Comic-Con de 2014. O jogo será desenvolvido usando o Unreal Engine 4, que permite que ele seja desenvolvido para várias plataformas.
Em dezembro de 2015 após um torneio no japão, Katsuhiro revelou a nova fase do projeto Tekken passando a se chamar: Tekken 7: Fated retribution ,Alem de revelar o novo personagem Akuma que sera um personagem que terá impacto na historia pois ele seria o assassino de Kazumi Mishima, ou encomendando a morte de Heihachi Mishima.

### Fated Retribution
Um título de atualização de arcade na mesma veia como Tekken Tag Tournament 2 Unlimited e Tekken 6: Bloodline Rebellion, intitulado Tekken 7: Fated Retribution foi anunciado em um trailer lançado durante a grande final do torneio The King of Iron Fist Tournament 2015, que foi prendido 12 de dezembro de 2015 e foi lançado no Japão em 5 de julho de 2016. O teste da posição foi prendido em 12 à 14 de fevereiro de 2016 em três árcades de Tokyo, Osaka e Fukuoka. Vários mecanismos de jogo foram introduzidos no jogo, incluindo Rage Drive e um ajustado Rage Art. Possui um conteúdo expandido, incluindo novas customizações e etapas. Devolvendo personagens que não receberam trajes padrão mais novos são conhecidos um. Além disso, novos personagens são exibidos, incluindo o segundo personagem convidado da série: Akuma da série Street Fighter, que tem um medidor EX dedicado a limitar alguns de seus movimentos especiais. As versões do console e do PC serão baseadas nesta atualização.
Uma colaboração com o New Japan Pro-Wrestling foi anunciada durante o "um presentes Dai Pro-Wres Matsuri 2017" evento em 2 de janeiro de 2017. Um traje inspirado por IWGP Heavyweight campeão Kazuchika "Rainmaker" Okada será adicionada como um equipamento para King. Um novo Rage Art para King inspirado por Rainmaker acompanhará a roupa. Além disso, New Japan Pro-Wrestling temáticos T-shirts serão adicionados para outros personagens. A colaboração estará disponível de 23 de janeiro até 22 de fevereiro de 2017.